# Lac Haïk
Pour les articles homonymes, voir Haïk.

Le lac Haïk (aussi orthographié Hayq ou Hayk) est un lac de montagne (2 030 m) localisé au nord de Dessie dans la zone Debub Wollo de la région Amhara en Éthiopie. Le lac est long de 6.7 km et large de 6 km, la ville de Hayk est située à l'ouest du lac.

## Faune
Parmi les oiseaux, la présence significative des espèces suivantes a été notée : Psophocichla litsipsirupa, Gallinago gallinago, Larus ichthyaetus, Porphyrio porphyrio, Anas strepera, Leptoptilos crumeniferus.
Les eaux du lac sont très poissonneuses : les produits de la pêche sont vendus sur tous les marchés des environs.

Les espèces suivantes y ont été observées : Clarias gariepinus, Cyprinus carpio, Garra dembecha, Oreochromis niloticus.

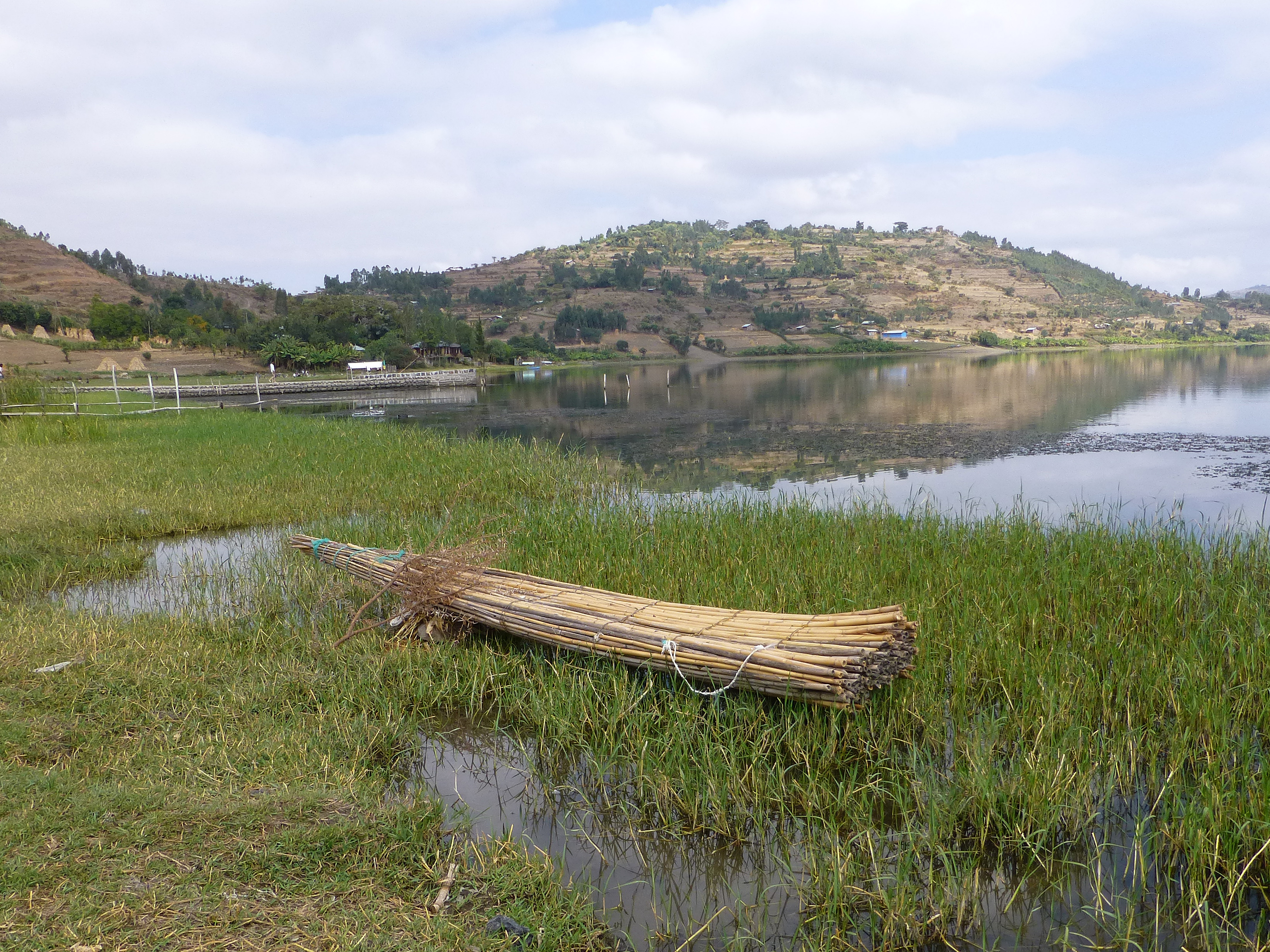
Un tankwa, embarcation de pêche en papyrus
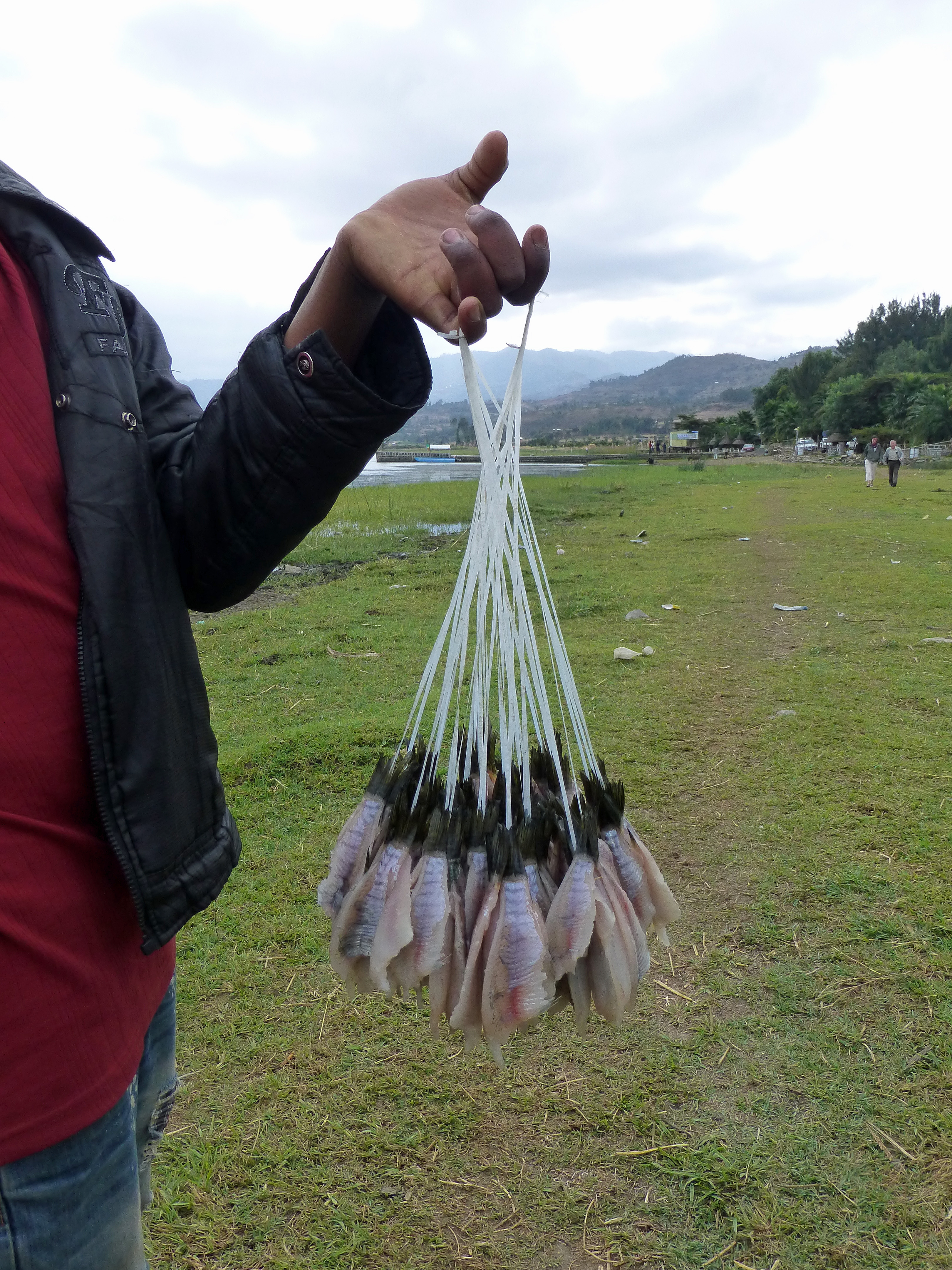
Petits poissons du lac
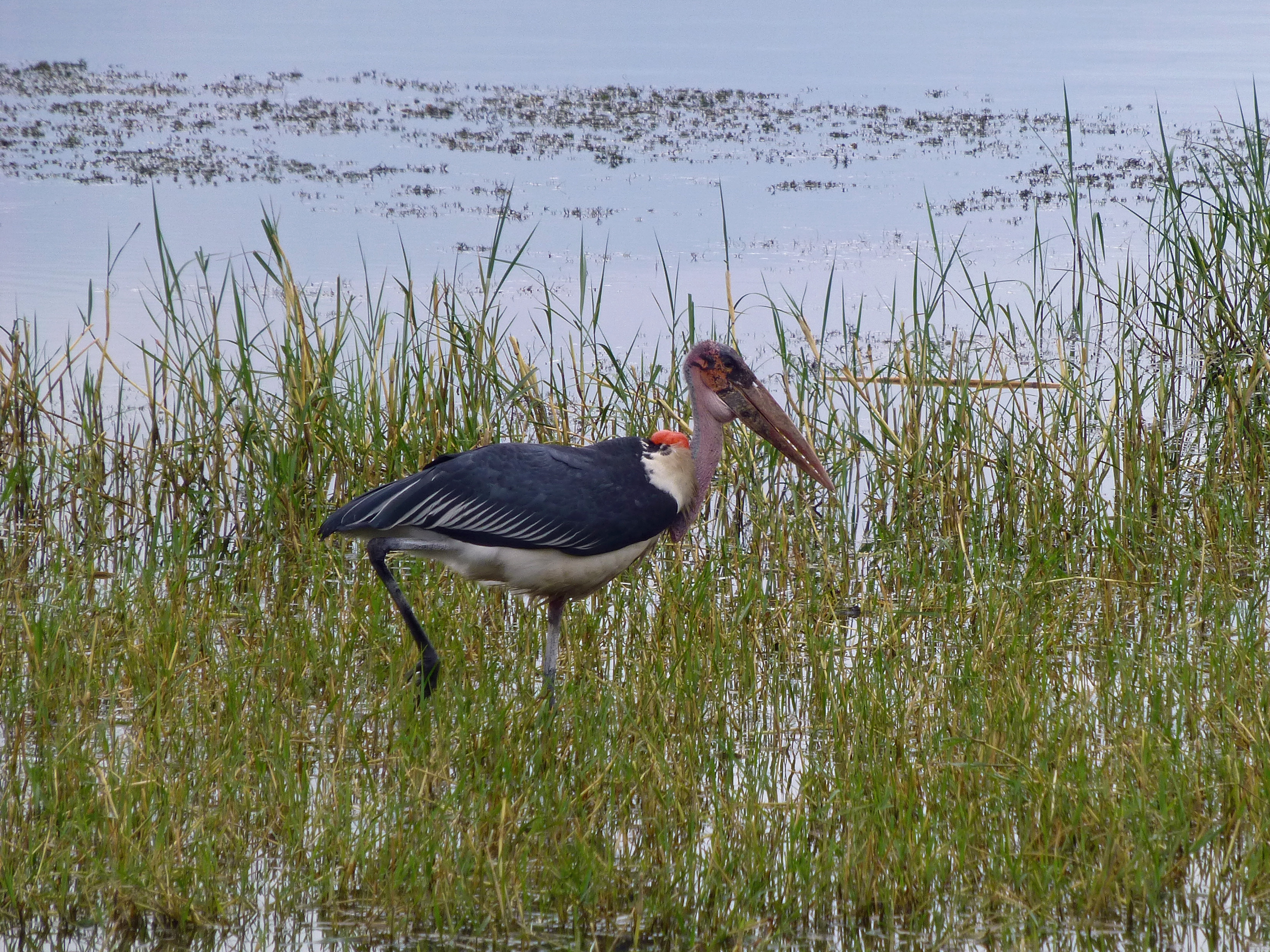
Marabout (Leptoptilos crumeniferus)
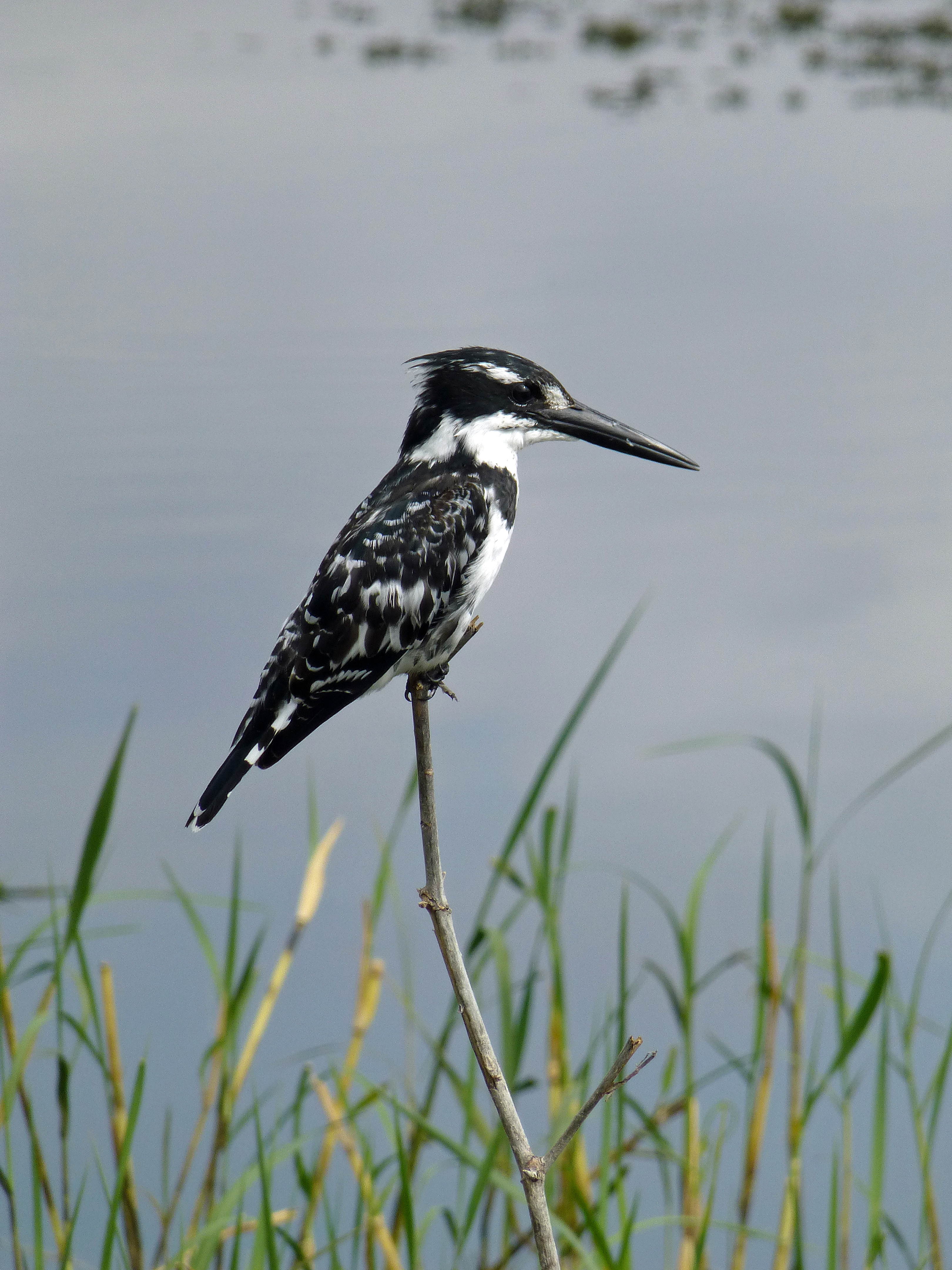
Martin-pêcheur pie (Ceryle rudis)